# Лудо влюбени
„Лудо влюбени“ (на испански: Locura de amor) е мексиканска юношеска теленовела, режисирана от Адриана Бараса и Алехандро Гамбоа и продуцирана от Роберто Гомес Фернандес за Телевиса през 2000 г. Адаптация е на теленовелата Dulce desafío.
В главните положителни роли са Хуан Солер и Адриана Нието, по-късно заменена от Иран Кастийо, а в отрицателните – Уайша Уилкинс, Хуан Пелаес и Габриела Платас. Специално участие взема първата актриса Беатрис Агире.

## Сюжет
Наталия Сандовал е богато момиче, страдащо от липсата на майка си, която се дави, докато се опитва да я спаси от семейния басейн. Наталия живее с баща си Сантяго, сестра си Беатрис и баба си – доня Естер. Отношенията между Наталия и Сантяго са обтегнати, заради приятелката му Рут. Наталия е една от най-конфликтните ученички в института „Минерва“, чийто директор е Клеменсия Кастаньон, сурова жена със силен характер, която прави машинации с парите на училището. Клеменсия прави невъзможен живота на ученичките си. В училището Наталия има приятелки, всяка с проблем – Кармен, момиче с алкохолни проблеми; Лусинда, друго момиче, страдащо от инвалидност, причинена в автомобилна катастрофа, и Марта – единствената, която е в мир със себе си. Също така, Наталия има и враг – Ребека, момиче, което по всякакакъв начин прави живота им невъзможен. Животът в училището е монотонен, Наталия не може да промени поведението си, докато не пристига новият учител по психология Енрике Гаярдо, тогава Наталия си променя драстично поведението, защото се влюбва в своя учител.

## Актьори
Част от актьорския състав:
- Иран Кастийо – Наталия Сандовал #2
- Хуан Солер – д-р Енрике Гаярдо
- Адриана Нието – Наталия Сандовал #1
- Уайша Уилкинс – Ребека Бесерил
- Хуан Пелаес – Сантяго Сандовал
- Адамари Лопес – Кармен Руелас
- Беатрис Агире – доня Естер вдовица де Сандовал
- Роса Мария Бианчи – Клеменсия Кастаньон
- Осволдо Бенавидес – Леон Паласиос
- Алехандра Барос – Беатрис Сандовал
- Мане Маседо – Рут Кинтана
- Раул Араиса – Иван Кинтана
- Ракел Морел – Паулина Уртадо
- Адриана Бараса – Соледад Ретана
- Доминика Палета – Памела

## Премиера
Премиерата на Лудо влюбени е на 1 май 2000 г. по Canal de las Estrellas. Последният 115. епизод е излъчен на 6 октомври 2000 г.

## Награди и номинации
TVyNovelas 2001
| Категория                              | Номиниран               | Резултат  |
| -------------------------------------- | ----------------------- | --------- |
| Най-добра теленовела                   | Роберто Гомес Фернандес | Номиниран |
| Най-добра музикална тема за теленовела | Enloquéceme от OV7      | Печелят   |

## Адаптации
- Лудо влюбени е римейк на теленовелата Dulce desafío от 1988 г., продуцирана от Хулия Исабел и Еухенио Кобо и режисирана от Артуро Рипщейн. С участието на Адела Нориега и Едуардо Яниес.

## „Лудо влюбени“ в България
В България премиерата на сериала е през 2003 г. по Нова телевизия, през 2004 г. е излъчен повторно. Озвучен на български език.